# Sciuro-hypnum starkei
Sciuro-hypnum starkei (Synonym Brachythecium starkei (Brid.) Schimp.) ist eine Laubmoos-Art aus der Familie Brachytheciaceae. An deutschen Namen gibt es: Starkes Neuhaarblattmoos, Berg-Schweifchenastmoos, Berg-Kurzbüchsenmoos.

## Merkmale
Sciuro-hypnum starkei bildet grüne und leicht glänzende Rasen. Die niederliegenden und mit Rhizoidenbüscheln am Substrat haftenden Stämmchen sind mehr oder weniger regelmäßig gefiedert, die abstehenden Äste sind bogig gekrümmt. Stämmchen- und Astblätter sind verschieden gestaltet und trocken sowie feucht abstehend bis waagrecht abstehend. Die Stämmchenblätter sind aus breit dreieckig-herzförmigem Grund ziemlich plötzlich in eine feine Spitze ausgezogen, die manchmal gedreht ist; sie sind nicht oder kaum faltig, die Ränder fein gesägt, der Blattgrund am Stämmchen weit herablaufend. Die Rippe endet in der oberen Blatthälfte. Die Laminazellen sind in der Blattmitte mehr oder weniger wurmförmig, in den gut begrenzten Blattflügeln rechteckig. Die kleineren und schmäleren Astblätter sind eilanzettlich, scharf zugespitzt und die Ränder gesägt bis gezähnt.
Die Art ist autözisch (Antheridien und Archegonien an verschiedenen Ästen an derselben Pflanze). Sie fruchtet häufig, die Sporenreife erfolgt im Winter. Die 10 bis 15 Millimeter lange Seta ist rau, die waagrechte Kapsel ist hochrückig, der Deckel kegelig. Die fein papillösen Sporen sind 14 bis 18 Mikrometer groß. 

## Ähnliche Arten
Die Art ist sehr variabel und steht morphologisch zwischen Sciuro-hypnum oedipodium und Sciuro-hypnum reflexum. Sie kann aber auch mit Brachythecium rutabulum verwechselt werden.

## Standortansprüche und Verbreitung
Das Moos wächst vorwiegend auf saurer Unterlage an halbschattigen bis schattigen Stellen in montanen bis subalpinen Lagen am Grund von Bäumen, an noch wenig morschen Schnittflächen besonders von Fichte und Buche, auf Totholz, Humus und auf Silikatgestein.
In Deutschland, Österreich und der Schweiz ist es in den Silikatgebirgen verbreitet und oft häufig, in den Kalkgebieten und im Flachland selten bis fehlend. Weltweit gibt es Vorkommen in Europa, Asien und Nordamerika.